# Велика Бабина Гора
45°43′ пн. ш. 17°26′ сх. д. / 45.72° пн. ш. 17.44° сх. д.
Велика Бабина Гора (хорв. Velika Babina Gora) — населений пункт у Хорватії, у Б'єловарсько-Білогорській жупанії у складі громади Джуловаць.

## Населення
Населення за даними перепису 2011 року становило 55 осіб.
Динаміка чисельності населення поселення: